# 메그 맥
메그 맥(Meg Mac, 1990년 7월 6일 ~ )은 오스트레일리아의 싱어송라이터이다.

## 음반 목록
- Low Blows (2017)
- Hope (2019)